# Gerrit Smith Miller
Gerrit "Gat" Smith Miller, Jr. ( 9 de diciembre de 1869 - 24 de febrero de 1956) fue un zoólogo, curador, y botánico estadounidense.
Nació en Peterboro (Nueva York) en 1869. Se graduó en la Universidad de Harvard en 1894 y trabajó a las órdenes de Clinton Hart Merriam en el Departamento de Agricultura de los Estados Unidos. Se convirtió en conservador ayudante de mamíferos en el Museo Nacional de los Estados Unidos de Washington en 1898 y fue conservador entre en 1909 y en 1940, cuando se convirtió en Asociado en biología en el Instituto Smithsoniano. En 1906 viajó a Francia, España y Tánger en un viaje de recolección.
En 1915, publicó los resultados de sus estudios de moldes de ejemplares asociados con el hombre de Piltdown, llegando a la conclusión que el maxilar provenía en realidad de un simio fósil.

## Algunas publicaciones
- Directions for preparing study specimens of small mammals. 1894

- On the introitus vaginae of certain Muridae. 1896

- Revision of the North American bats of the family Vespertilionidæ. N.º 13-21 de North American fauna. 140 p. 1897

- Preliminary revision of the European redbacked mice. Volumen 2 de Proc. of the Washington Academy of Sci. 27 p. 1900

- A collection of small mammals from Mount Coffee Liveria... Proc. of the Washington Academy of Sci. 19 p. 1900

- Key to the land mammals of northeastern North America. N.º 38 del Bulletin of the New York State Museum. Ed. University of the State of New York. 160 pp. 1900. Reeditó General Books LLC, 2010. 78 p. ISBN 1152159453

- ... The giant squirrels of Burmah and the Malay penisula. Proc. of the Washington Academy of Sci. 9 p. 1900

- Results of the Study of North American Land Mammals to the Close of the Year 1900. 1901

- Mammals collected by Dr. W. L. Abbott on the Natuna Islands. Proc. of the Washington Academy of Sci. 28 p. 1901 The

- The Families and Genera of Bats. 1907

- Two new mammals from Asia Minor. 1908

- Two new genera of murine rodents. Ed. Smithsonian Institution. 1910

- A new carnivore from China. 1910

- Catalogue of the Land Mammals of Western Europe. 1912

- Variation in the skull and horns of the Isabella gazelle. 1912

- Notes on the bats of the genus Molossus. Vol. 46, N.º 2013 de Proc. of the United States National Museum. Ed. G.P.O. 8 p. 1913

- alexander Wetmore, gerrit smith Miller, james williams Gidley. Warm-blooded vertebrates: Part I. Birds, v. 9 de Smithsonian scientific series. Ed. Smithsonian Institution Series. 389 p. 1938

- La abreviatura «G.S.Mill.» se emplea para indicar a Gerrit Smith Miller como autoridad en la descripción y clasificación científica de los vegetales.[1]

## Abreviatura (zoología)
La abreviatura Miller  se emplea para indicar a Gerrit Smith Miller como autoridad en la descripción y taxonomía en zoología.

## Fuente
- Keir B. Sterling. 1997. Gerrit Smith Miller, Jr. dans Biographical Dictionary of American and Canadian Naturalists and Environmentalists. Ed. Greenwood Press